# 현무-6
현무-6는 대한민국의 지대지 탄도 미사일이다.

## 역사
2023년 10월, 현무-5가 개발완료되어 대량생산을 시작하였는데, 현무-6에 대한 이야기는 가짜뉴스가 많다는 유튜브에도 매우 짧게 언급만 되는 정도이고, 자세한 내용이 알려진 바가 없다.
현무-5를 개량한 버전이고, 2단 연료통이 길어졌지만, 전체 길이나 외양은 현무-5와 동일하다. 2단 고체연료 미사일이다. 이정도만 언급되고 있다.
다만, 현무-5가 개발완료되어 대량생산을 시작할 정도여서, 후속 버전인 현무-6 개발도 상당히 진행중일 것이다라는 추측만 할 수 있는 정도이다.
아직 개발 중에 있기 때문에 확실한 제원이나 성능은 확인되고 있지 않다.